# Latinka Perović
Latinka Perović (serbe en écriture cyrillique : Латинка Перовић, née le 4 octobre 1933 à Beloševac (royaume de Yougoslavie) et morte le 12 décembre 2022 à Belgrade (Serbie) est une historienne communiste et une femme politique yougoslave puis serbe.

## Biographie

### Enfance et éducation
Latinka Perović naît à Beloševac le 4 octobre 1933. Elle étudie au lycée de Kragujevac, dont elle sort en 1952. À dix-huit ans, elle s'engage au sein du parti communiste. À vingt-sept ans, elle dirige le front anti-fasciste des femmes serbes. Elle étudie ensuite l'histoire à l'université de Belgrade, où elle obtient son master en 1965 et un doctorat en 1975.

### Ligue des communistes de Serbie
En 1964, Latinka Perović est élue au comité central du parti communiste serbe.
Elle est secrétaire générale de la Ligue des communistes de Serbie de 1968 à 1972,,. À l'époque, elle est vue comme la femme la plus influente du pays, et la seule femme politique qui ne s'est pas engagée en raison de son mari. En 1972, peu après le Printemps croate, la Ligue des communistes de Yougoslavie menée par Josip Broz Tito la renvoie,, ainsi que Marko Nikezić (en) et Mirko Tepavac (en), le bureau étant considéré trop tolérant envers l'anti-communisme, notamment par son soutien des Éditions Littéraires Serbes.

### Opposition à Milosevic et reconnaissance des massacres serbes
Latinka Perović se concentre sur son travail scientifique à l'institut pour l'histoire du mouvement travailliste de Serbie, devenu ensuite l'institut pour l'histoire récente de la Serbie, obtenant un doctorat en 1975. Elle se spécialise dans l'histoire de la Serbie aux dix-neuvième et vingtième siècles. Elle est cependant interdite de publication jusqu'en 1983. De 1993 à 1999, elle est rédactrice en chef d'une revue d'histoire. En 1999, elle prend sa retraite de l'institut pour l'histoire récente de la Serbie.
Pendant les guerres de Yougoslavie, elle critique le nationalisme serbe, en particulier le régime de Slobodan Milošević,. Elle est la première personne serbe à reconnaître publiquement le massacre de Srebrenica comme un génocide, appelant le pays à prendre la responsabilité du massacre.
En 2007, quand le massacre de Srebrenica est reconnu par la Cour internationale de justice comme un génocide, elle affirme que la Serbie doit être sensibilisée à ce crime et qu'il ne doit pas être reçu avec indifférence. Elle s'engage à nouveau en politique électorale, devenant membre du conseil du Parti libéral-démocrate puis du forum civique démocratique serbe.

### Mort
Latinka Perović meurt le 12 décembre 2022 à Belgrade.